# Lou Yun
Lou Yun (楼云S, Lóu YúnP; Hangzhou, 23 giugno 1964) è un ex ginnasta cinese, cinque volte a podio ai Giochi olimpici nella ginnastica artistica e campione olimpico nel volteggio (Los Angeles 1984 e Seul 1988) per due volte consecutive, unico atleta nella storia olimpica ad esservi riuscito.

## Biografia
Atleta dal fisico minuto (è alto solo 158 cm), oltre alle cinque medaglie olimpiche, in carriera vanta anche otto medaglie ai Campionati mondiali di ginnastica artistica.

## Palmarès
| Anno | Manifestazione  | Sede        | Evento             | Risultato |
| ---- | --------------- | ----------- | ------------------ | --------- |
| 1984 | Giochi olimpici | Los Angeles | Volteggio          | Oro       |
| 1984 | Giochi olimpici | Los Angeles | Corpo libero       | Argento   |
| 1984 | Giochi olimpici | Los Angeles | Concorso a squadre | Argento   |
| 1988 | Giochi olimpici | Seul        | Volteggio          | Oro       |
| 1988 | Giochi olimpici | Seul        | Corpo libero       | Bronzo    |